# サタデースタジアム
サタデースタジアムは1970年代から1981年までKBS京都で毎週土曜日の12:00から17:00まで放送されていた生ワイド番組。

## パーソナリティー
- 山口進（ - 1979年3月）
- 板東英二（1979年4月 - 1980年3月）
- 諸口あきら（1980年4月 - 1981年3月）
- クイズ出題
  - 植月百枝

## 出演者
- 滝トール
- ララバイ（中村行延）
- 尾崎千秋
- あのねのね

## 番組の構成
競馬実況中継のレースとレースの間の時間を利用して、各コーナーが放送していた。
PM0時 - PM3時までは「電話リク・クイズ大合戦」が行われ、男女対抗でクイズを2問ずつ出題し、勝ったほうには賞金3000円とリクエスト曲がかかる。
PM3時 - PM4時は一人の歌手もしくはグループの特集が、PM4時からは今週のベストテンを放送した。
「電話リク・クイズ大合戦」の途中に競馬の中継時間になるとコーナーを中断してレース実況を行い、レース結果と配当を放送した後に「電話リク・クイズ大合戦」を再開する、クイズの勝敗が確定してもリクエスト曲が競馬中継の後にかかる、など競馬中継が優先された。